# Finn Krogh
Finn Einar Krogh (19 aprile 1959) è un ex calciatore norvegese, di ruolo attaccante.

## Carriera

### Club
Krogh ha vestito la maglia del Viking dal 1976 al 1979. Con questa squadra, ha esordito nelle competizioni europee per club: il 15 settembre 1976 ha infatti sostituito Trygve Johannessen nella vittoria casalinga per 2-1 sul Baník Ostrava, sfida valida per l'edizione stagionale della Coppa dei Campioni. Nel 1979 ha contribuito al double ottenuto dal suo Viking, che si è aggiudicato contemporaneamente campionato e coppa nazionale.
Nel 1980, Krogh è passato al Brann, dov'è rimasto fino al 1983. Ha totalizzato 97 presenze e 24 reti con questa casacca, tra tutte le competizioni; ha anche contribuito alla vittoria finale del Norgesmesterskapet 1982.

### Nazionale
Krogh ha rappresentato la Norvegia a livello Under-19 e Under-21. Per quanto concerne quest'ultima selezione, ha effettuato il proprio esordio in data 30 maggio 1978, nella vittoria casalinga per 1-0 contro l'Islanda.

## Statistiche

### Presenze e reti nei club
| Stagione      | Club          | Campionato    | Campionato | Campionato | Coppe nazionali | Coppe nazionali | Coppe nazionali | Coppe continentali | Coppe continentali | Coppe continentali | Supercoppe | Supercoppe | Supercoppe | Totale | Totale |
| Stagione      | Club          | Comp          | Pres       | Reti       | Comp            | Pres            | Reti            | Comp               | Pres               | Reti               | Comp       | Pres       | Reti       | Pres   | Reti   |
| ------------- | ------------- | ------------- | ---------- | ---------- | --------------- | --------------- | --------------- | ------------------ | ------------------ | ------------------ | ---------- | ---------- | ---------- | ------ | ------ |
| 1976          | Viking        | 1D            | 9          | 1          | CN              | 2               | 0               | CC                 | 2                  | 0                  | -          | -          | -          | 13     | 1      |
| 1977          | Viking        | 1D            | 4          | 0          | CN              | 1               | 0               | -                  | -                  | -                  | -          | -          | -          | 5      | 0      |
| 1978          | Viking        | 1D            | 15         | 7          | CN              | 3               | 1               | -                  | -                  | -                  | -          | -          | -          | 18     | 8      |
| 1979          | Viking        | 1D            | 14         | 0          | CN              | 6               | 0               | CU                 | 1                  | 0                  | -          | -          | -          | 21     | 0      |
| Totale Viking | Totale Viking | Totale Viking | 42         | 8          |                 | 12              | 1               |                    | 3                  | 0                  |            | -          | -          | 57     | 9      |
| 1980          | Brann         | 1D            | 19         | 6          | CN              | 5               | 3               | -                  | -                  | -                  | -          | -          | -          | 24     | 9      |
| 1981          | Brann         | 1D            | 17         | 3          | CN              | 2               | 0               | -                  | -                  | -                  | -          | -          | -          | 19     | 3      |
| 1982          | Brann         | 1D            | 22         | 5          | CN              | 7               | 1               | -                  | -                  | -                  | -          | -          | -          | 29     | 6      |
| 1983          | Brann         | 1D            | 20         | 2          | CN              | 3               | 3               | CdC                | 2                  | 1                  | -          | -          | -          | 25     | 6      |
| Totale Brann  | Totale Brann  | Totale Brann  | 78         | 16         |                 | 17              | 7               |                    | 2                  | 1                  |            | -          | -          | 97     | 24     |
| Totale        | Totale        | Totale        | 120        | 24         |                 | 29              | 8               |                    | 5                  | 1                  |            | -          | -          | 154    | 33     |

## Palmarès

### Club
- Campionato norvegese: 1

Viking: 1979
- Coppa di Norvegia: 2

Viking: 1979
Brann: 1982